# Rafael Aranda
Rafael Aranda, vollständiger Name Rafael Aranda Brazia, (* 10. April 1992 in Juan Lacaze) ist ein uruguayischer Fußballspieler.

## Karriere
Der 1,76 Meter große Mittelfeldakteur Aranda absolvierte bereits in der Apertura 2009 ein Erstligaspiel (kein Tor) für den in Montevideo beheimateten Verein Centro Atlético Fénix. In den nachfolgenden Spielzeiten ist eine Zugehörigkeit zum Kader der Ersten Mannschaft nicht verzeichnet. Auch gibt die Quellenlage nicht her, ob er überhaupt in jenen Jahren Spieler des Klubs war. Erneut zählte er dann in der Clausura 2015 zum Erstligakader und lief in der Saison 2014/15 in zwei Partien (kein Tor) der Primera División auf. Seit seinem letzten Einsatz am 11. April 2015 sind bislang (Stand: 11. August 2017) weder Einsätze noch eine Kaderzugehörigkeit im Profifußball für ihn verzeichnet.